# Victor Jacobi
Pour les articles homonymes, voir Jacobi.
Dans le nom hongrois Jacobi Viktor, le nom de famille précède le prénom, mais cet article utilise l’ordre habituel en français Viktor Jacobi, où le prénom précède le nom.
Victor Jacobi, né le 22 octobre 1883 à Budapest et mort le 10 décembre 1921 à New York, est un compositeur hongrois d'opérettes.

## Biographie
D'origine juive, Victor Jacobi étudie à la Zeneakadémia (Académie de Musique) de Budapest avec Hans von Koessler, en même temps que les compositeurs hongrois Emmerich Kálmán, Leó Weiner et Albert Szirmai. Jacobi entame sa carrière sous le nom Jakabfi Viktor avec l'opérette A rátartós királykisasszony, créée le 17 décembre 1904.
Son opérette la plus célèbre est Szibill dont les représentations à Londres sont annulées en raison du début de la Première Guerre mondiale. Jacobi quitte alors Londres pour les États-Unis. Pendant son séjour à New York, il tombe malade et meurt à l'âge de 38 ans.

## Œuvres principales
- 1904: A rátartós királykisasszony (La princesse hautaine)
- 1905: A legvitézebb huszár (Le brave hussard)
- 1906: A tengerszem tündére (La fée des eaux)
- 1907: Tüskerózsa
- 1908: Van, de nincs
- 1909: Jánoska
- 1911: Leányvásár (Le marché du mariage), créée au Király Színház le 14 novembre 1911
- 1914: Szibill
- 1919: Apple Blossoms, avec Fritz Kreisler
- 1921: The Love Letter